# La Montagne de cristal

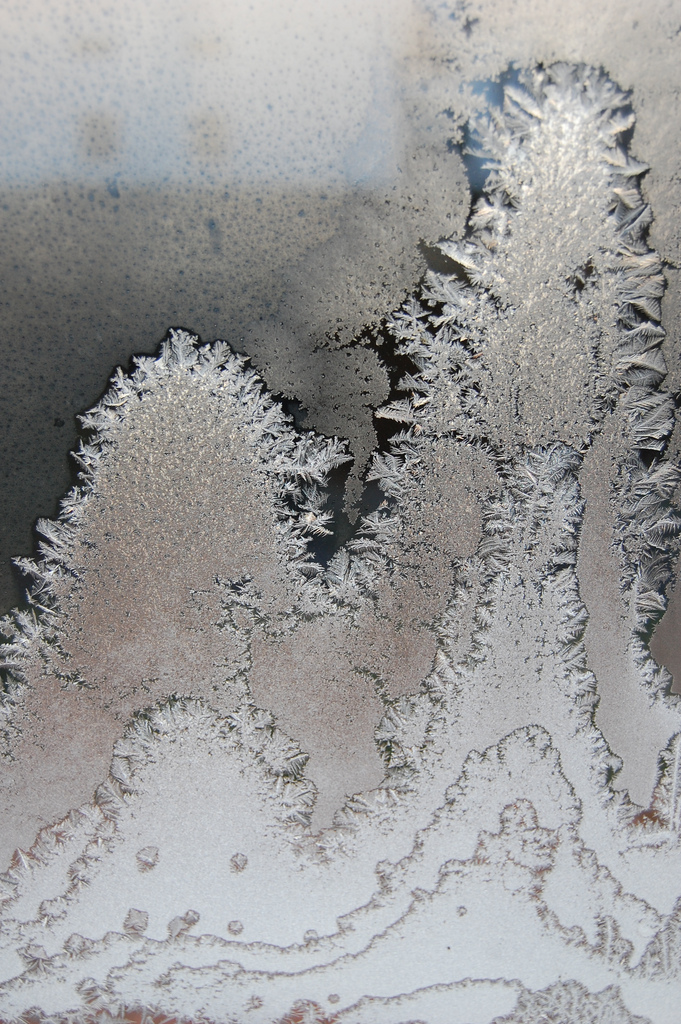
« Or, ce royaume était plus qu'à moitié pris dans une montagne de cristal »...

La Montagne de cristal (en russe : Хрустальная гора, Khroustalnaïa gora) est un conte populaire slave oriental recueilli par Alexandre Afanassiev et publié dans ses Contes populaires russes sous le numéro 97 (édition originale ; 162 dans l'édition de 1958).
Le thème principal de la montagne de cristal, ou de verre, est assez peu répandu dans les contes slaves orientaux (pour ce conte, Afanassiev n'a recensé qu'une version russe, 3 ukrainiennes et 3 biélorusses), mais apparaît dans plusieurs des contes de Grimm et dans le folklore d'autres peuples d'Europe occidentale . En revanche, le conte mêle divers motifs qu'on retrouve dans d'autres contes slaves orientaux et russes en particulier.

## Résumé du conte

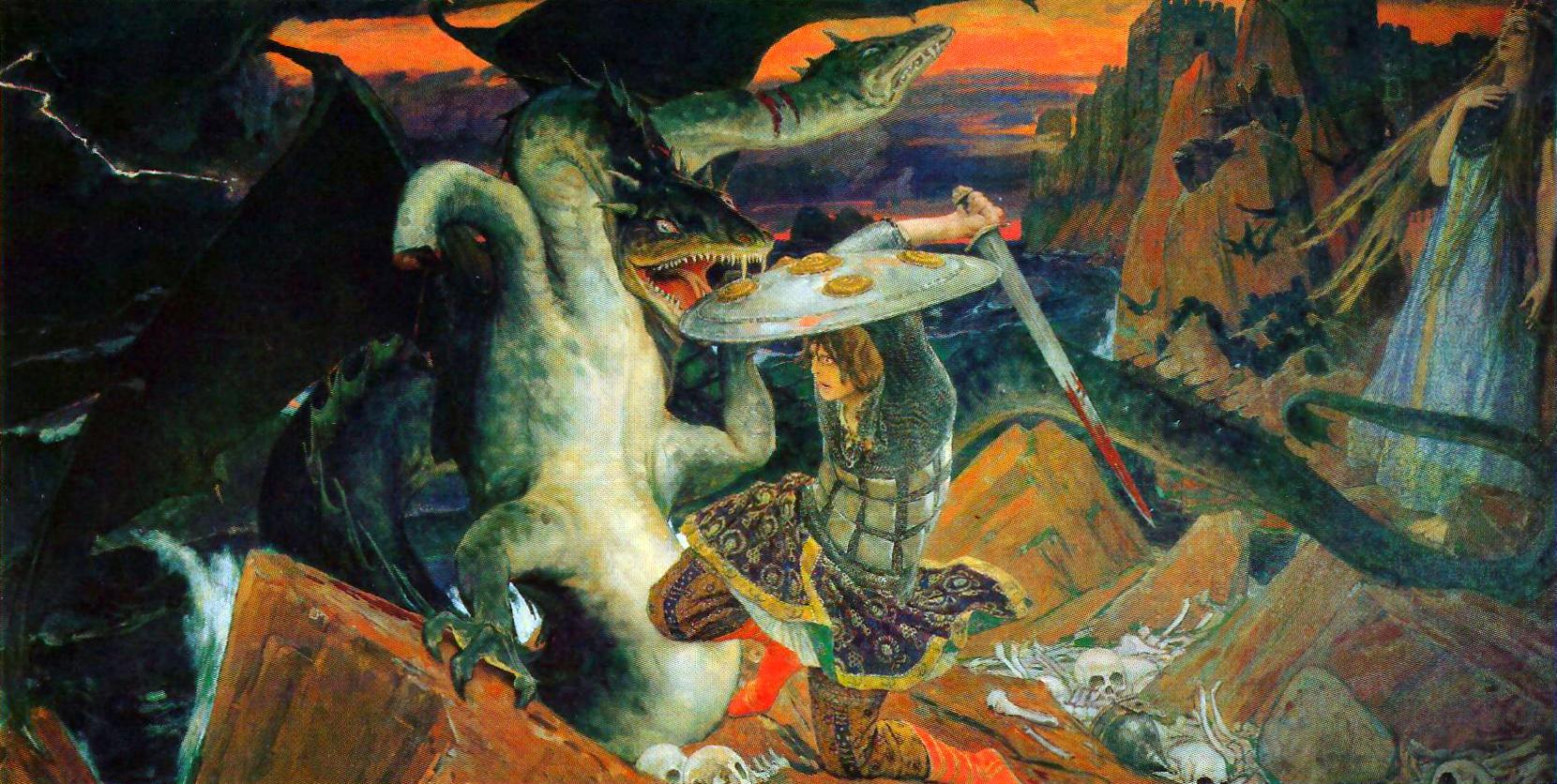
Viktor Vasnetsov, Le Combat d'Ivan-tsarévitch avec le Dragon.

Un tsar a trois fils. Ils partent un jour à la chasse, chacun de son côté. Le benjamin, Ivan-tsarévitch, découvre dans une clairière une charogne de cheval qu'un grand nombre d'animaux de toute sorte se dispute. Il procède à un partage équitable et obtient en récompense de pouvoir se changer à volonté en faucon et en fourmi. Sous la forme d'un faucon, il vole jusqu'au « trois fois dixième royaume », qui se trouve « plus qu'à moitié pris dans une montagne de cristal ».
Reprenant forme humaine, il parvient à entrer au service du tsar de ce royaume, et ne tarde pas à aller se promener avec sa fille sur la montagne de cristal. Mais, apercevant soudain une chèvre d'or, il se lance à sa poursuite, sans succès, et perd par la même occasion la trace de la princesse. Il se déguise alors en petit vieux et se fait engager par le tsar pour garder le bétail ; le tsar l'avertit de la menace de dragons et lui recommande de leur abandonner si nécessaire quelques vaches.
Ivan rencontre en effet successivement un dragon à trois têtes, puis un autre à six têtes, mais il les massacre l'un comme l'autre sous forme la d'un faucon. Puis il se change en fourmi et pénètre ainsi à l'intérieur de la montagne de cristal, où il retrouve la princesse, qui lui dit y être retenue par un dragon à douze têtes. Enfermés l'un dans l'autre à l'intérieur du dragon, se trouvent successivement un coffre, un lièvre, une cane, un œuf, et enfin une graine, qui doit permettre à Ivan de détruire la montagne et de délivrer la princesse.
Le tsarévitch ressort de la montagne en fourmi, puis reprend l'aspect d'un berger et affronte le dragon à douze têtes, qu'il met en pièces jusqu'à trouver la graine annoncée. Il la fait flamber, ce qui fait fondre la montagne de cristal et libère la princesse, qu'il ramène à son père. Dans sa joie, le tsar lui donne sa fille en mariage.

## Classification et analogies

### Rapprochement avec des contes-types
Le conte peut être rattaché partiellement aux contes-types AT 554 (Les Animaux reconnaissants) et AT 302 (L'Œuf de Kochtcheï) de la classification Aarne-Thompson. Les épisodes où Ivan mène une vie de berger rappellent le conte AT 321.
La représentation fabuleuse d'une montagne de cristal, ou de verre, associée à l'idée d'une ascension vers le royaume des morts, apparaît dans de nombreux contes d'Europe occidentale, ainsi que dans des contes ukrainiens et biélorusses de type AT 530 (Sivko-Bourko) et AT 301 (Les Trois Royaumes souterrains). Certaines variantes occidentales des contes-types AT 314 (La Fuite magique du jeune homme changé en cheval), 400 (L'Homme à la recherche de son épouse disparue) ou 502 (L'Homme sauvage) comportent également des épisodes de voyage vers une montagne de cristal, comme l'a remarqué le folkloriste suédois Waldemar Liungman (1883–1978). Ce thème apparaît dans diverses œuvres du Moyen Âge européen.

### Folklore croate
Afanassiev a souligné des similitudes entre le motif russe atypique du royaume à demi englouti par la montagne de cristal et un conte croate recueilli par Matija Valjavec (sl) (1890), évoquant un royaume enfoui dans des profondeurs de cristal.

### Contes polonais
L'auteur allemand Hermann Kletke (1813-1886) a placé en tête de son recueil Polnische Märchen (Contes polonais) un conte intitulé Der Glasberg (La Montagne de verre), dans lequel le héros parvient à escalader la montagne après s'être fixé des griffes de lynx aux pieds et aux mains. Il y triomphe d'un combat avec un aigle et accède aux pommes d'or grâce auxquelles il épousera la princesse qui habite au sommet. Ce conte a été repris, en anglais, dans The Yellow Fairy Book d'Andrew Lang, sous le titre The Glass Mountain.

### Autres contes russes
- Dans L'Oiseau de feu et la princesse Vassilissa[8], la princesse exige qu'on lui ramène ses soixante-dix-sept cavales, qui paissent « dans les vertes prairies entre les monts de cristal »[9] ; toutefois, ces montagnes n'interviennent plus ensuite dans le conte.

### Contes de Grimm
- Le motif de la montagne de verre apparaît[10] dans Les Sept Corbeaux (Die sieben Raben, KHM 25), Le Corbeau (Die Rabe, KHM 93), Le Tambour (Der Trommler, KHM 193), Le Vieux Cricrac (Oll Rinkrank, KHM 196) :
  - Dans Les Sept Corbeaux, l'héroïne est une petite fille partie à la recherche de ses frères métamorphosés en corbeaux. Elle obtient de l'étoile du Berger « un petit os » qui lui servira de clé pour ouvrir la montagne de verre, où ses frères sont retenus. Mais elle perd l'objet magique et se voit contrainte de se trancher un petit doigt pour le remplacer. À l'intérieur de la montagne, elle rencontre un nain[11] qui lui donne des informations sur « messieurs les corbeaux », desquels elle se fera reconnaître grâce à un anneau.
  - Dans Le Corbeau[12], c'est la petite fille qui a été transformée en corvidé et se retrouve exilée dans une sombre forêt. Un homme cherche à la délivrer de l'enchantement mais échoue ; elle lui donne rendez-vous « au château d'or de Stromberg »[13]. Après s'être fait aider par un géant, il finit par parvenir au sommet de la montagne de verre, où se dresse le château, et qu'un cheval magique lui permet d'escalader. Il y retrouve la jeune fille et l'épouse.
  - Dans Le Tambour, un jeune tambour rencontre au bord d'un lac une princesse métamorphosée en oiseau et qui a été exilée sur la montagne de verre par une sorcière : elle lui indique que cette montagne se trouve au-delà d'une grande forêt habitée par des mangeurs d'hommes. C'est grâce à une selle magique qu'il parviendra au sommet pour délivrer la princesse.
  - Dans Le vieux Cricrac (Rinkrank), c'est un roi qui a fait construire la montagne de verre, promettant sa fille à celui qui pourrait courir dessus sans tomber. La princesse y court aux côtés de son prétendant pour l'aider, mais la montagne s'ouvre et elle tombe dans une caverne, tandis que la montagne se referme. Elle y devient pour de longues années la servante d'un « vieux bonhomme portant une très longue barbe grise ». Elle finira par forcer le vieux Rinkrank à lui expliquer comment s'échapper, et épousera en fin de compte son ancien fiancé.
- Une allusion à « des montagnes de verre » (envisagées comme des obstacles et associées à « des épées tranchantes » figure également dans Le poêle de fonte (Der Eisenofen, KHM 127).
- Une montagne de diamant[14] est évoquée dans Le Petit Berger (Das Hirtenbüblein, KHM 152).

### Folklore d'autres pays
- François-Marie Luzel rapporte, dans ses Contes populaires de Basse-Bretagne, un conte intitulé La femme du loup gris dans lequel apparaît une montagne de cristal : l'héroïne, baptisée Cendrillon et mariée par son père à un loup, doit partir à la recherche de ce dernier pour n'avoir pas respecté ses recommandations. Le loup (en fait un prince transformé) lui déclare : « Maintenant, je vais habiter sur la montagne de Cristal, par-delà la mer Bleue et la mer Rouge ». L'héroïne y parvient après une longue quête, et avec l'aide d'un aigle qui la dépose au pied de la montagne (décrite comme « haute, la pente roide et glissante »), puis d'un renard, qui la lui fait gravir en lui permettant de s'attacher à sa queue. Le conte mêle divers thèmes, parmi lesquels essentiellement le mythe d'Amour et Psyché.
- La montagne de cristal est un conte népalais écrit par Marie-Claire Gentric et illustré par Gentric Tenzing Norbu (2003), qui se déroule dans le Dolpo[15].

## Études et commentaires

### L'analyse de Vladimir Propp

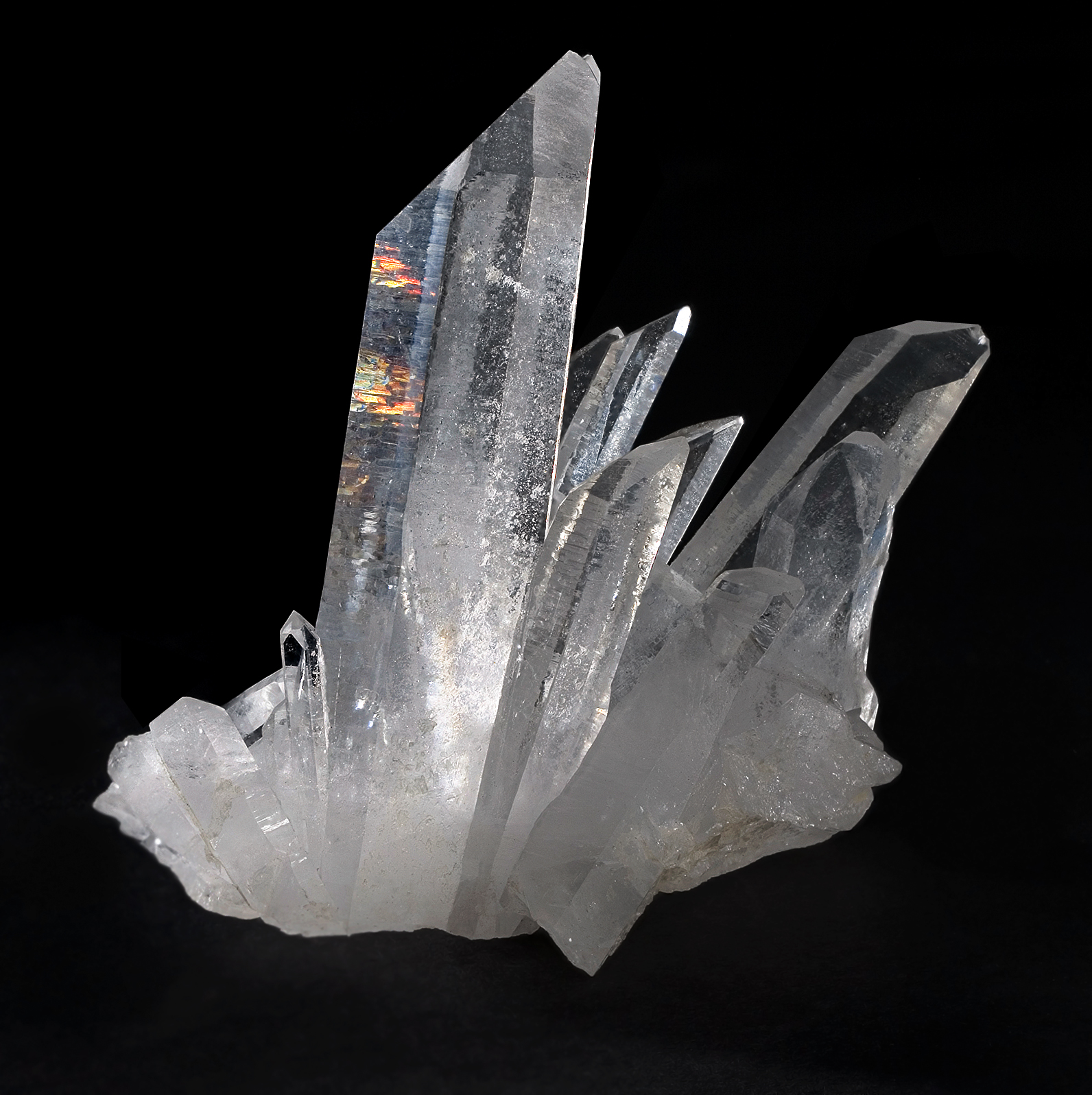
Quartz du Tibet

Le folkloriste russe Vladimir Propp étudie le thème de la montagne de cristal, ou de verre, dans Les Racines historiques du conte merveilleux (ch. 8.2.8). Il considère qu'il s'agit d'un lieu où l'on se rend pour obtenir le pouvoir sur les animaux, sur la vie, la mort et la maladie. Il met le thème en relation avec le cristal de roche ou quartz, utilisé dans différentes cultures (Amérique, Australie...) à des fins magiques par les chamans ou sorciers. Il mentionne un mythe nord-américain relaté par Franz Boas à propos du rocher Naolakoa, d'où tombe incessamment une pluie de cristal de roche : le héros découvre que grâce à ce cristal il acquiert la capacité de voler. Il le met en regard avec un mythe dolgane dans lequel le héros arrive en un lieu où le sol est entièrement formé de petites perles de verre.
Il remarque que dans le conte russe le cristal est lié au dragon (ou au serpent), comme c'est le cas dans les mythes de différentes cultures, et rappelle que dans certains rites d'initiation on introduisait des fragments de cristal de roche dans le corps des néophytes. Il conclut qu'il s'agit d'un thème primitif très ancien.

### L'analyse de Natacha Rimasson-Fertin
Natacha Rimasson-Fertin remarque que « le conte retient moins le caractère transparent du verre que son aspect brillant et lisse, que le verre partage avec les métaux précieux, le cristal et l'ambre » ; la montagne de verre a d'ailleurs parfois été interprétée comme une montagne d'ambre (Otto Huth (en)). Elle possède un aspect surnaturel et est directement liée à l'« autre monde », étant à la fois très éloignée et très difficile à localiser. C'est un lieu de bannissement et d'emprisonnement, associé par ailleurs à la métamorphose en oiseau. Dans le folklore germanique, « la montagne de verre – ou de cristal – passait pour être l'habitat des âmes des défunts, dont on croyait qu'elles y séjournaient sous forme d'oiseaux » (le corbeau notamment étant connu pour sa fonction psychopompe).
À la suite de Vladimir Propp, Mircea Eliade, Franz Boas et Otto Huth, elle considère que « le motif de la montagne de verre ou de cristal est probablement d'origine chamanique ». Son ascension symboliserait, comme l'interprète O. Huth, « le voyage de l'âme au ciel ». Dans les contes, ce passage difficile identifierait le héros en tant que tel et lui conférerait des pouvoirs magiques.
Toutefois, le thème de la montagne creuse (et habitée), fréquent au Moyen Âge, se rapprocherait de celle d'un « autre monde » souterrain : il y aurait donc dans les contes contamination de ces deux représentations distinctes, l'une chtonienne, l'autre ouranienne.
Elle remarque aussi que le motif de la montagne de cristal qui fond à la chaleur « rejoint la représentation, attestée dès l'Antiquité, selon laquelle le verre ou le cristal seraient de la neige solidifiée », comme le mentionne Claude Lecouteux.

## Toponymie
- L'expression « montagne de cristal » se retrouve dans le nom d'un lieu-dit russe rattaché à la municipalité de Iekaterinbourg, sous la forme Гора Хрустальная (Gora Khroustalnaïa).
- les Monts de Cristal désignent diverses chaînes montagneuses au Congo, Gabon, Brésil ; la Montagne de cristal est aussi le nom d'une chaîne située en Égypte, dans le Désert Libyque[23].
- Montagne de cristal (en) est le nom de plusieurs stations de sports d'hiver aux États-Unis.